# Nama (género)
- Commons
- Wikispecies

Nama L. é um gênero botânico pertencente à família Hydrophyllaceae.

## Espécies
- N. aretioides
- N. californicum
- N. carnosum
- N. demissum
- N. densum
- N. depressum
- N. dichotomum
- N. havardii
- N. hispidum
- N. jamaicense
- N. lobbii
- N. macranthum
- N. parvifolium
- N. pusillum
- N. retrorsum
- N. rothrockii
- N. sandwicense
- N. stenocarpum
- N. stevensii
- N. torynophyllum
- N. undulatum
- N. xylopodum
- Lista completa

## Classificação do gênero
| Sistema | Classificação                    | Referência               |
| ------- | -------------------------------- | ------------------------ |
| Linné   | Classe Pentandria, ordem Digynia | Species plantarum (1753) |